# Wonho
Lee Ho-seok (en hangul, 이호석; Anyang, Gyeonggi, 1 de marzo de 1993), más conocido como Wonho, es un cantante, compositor y bailarín surcoreano, exmiembro de la banda de K-pop Monsta X, la cual dejó en octubre de 2019, debido a escándalos falsos en su contra. El 10 de abril de 2020, firmó un contrato con Highline Entertainment subsidiaria de Starship Entertainment, empresa con la que haría su debut como solista el 4 de septiembre de 2020.

## Biografía
Ha modelado para las marcas Bigpai, Bubble Style, Pancoat, Litmus. Era un bailarín de respaldo en la empresa DQ Agency junto a Shownu. Perteneció al proyecto de aprendices "NuBoyz" junto a Jooheon, Shownu y Gun, con quienes lanzaron mixtapes y promocionaron en diferentes eventos. Ingresó a Starship Entertainment como trainee bajo el nombre artístico "Shin". Tiempo después, lo cambió a "Wonho" que significa "Protector".

## Carrera
Fue miembro del grupo Monsta X, dónde se desempeñó como vocalista, bailarín y visual principal del grupo.
Participó en la presentación de Ma Boy de Sistar19 en los KBS Ent. Awards. como bailarín, antes de ser aprendiz.
Parodió The Heirs en K.will's Christmas concert.
Actuó en el drama High-End Crush (Naver TV Cast & Sohu, 2015) junto sus compañeros de la banda Monsta X.
Era un bailarín de respaldo en la empresa DQ Agency junto a Shownu.
En la primera temporada de Deokspatch, los trainees dijeron que es el que tiene más ropa costosa y siempre tiene medicinas listas por si se enferma.
En su discurso al recibir un premio en los Seoul Music Awards, escribió en su mano el nombre de las personas a las que les quería agradecer.
El 31 de octubre de 2019, se separó del grupo Monsta X al ser acusado de una serie de falsas alegaciones para así no afectar al grupo. El 14 de marzo de 2020, Starship Entertainment, publicó un anuncio oficial, donde se informa que la policía daba por concluida la investigación interna iniciada por dichas alegaciones, no encontrando prueba alguna de su veracidad, probando así su inocencia. El 9 de abril de 2020, se anuncia que Wonho ha firmado un contrato en exclusiva como artista solista, compositor y productor con Highline Entertainment, empresa filial de Starship Entertainment. Abriendo ese mismo día sus cuentas sociales de Twitter, Instagram y Fancafe. El 7 de mayo de 2020 se crea su canal de Vlive.
El 14 de agosto, Wonho lanzó un sencillo prelanzamiento titulado “Losing You“, que coescribió. La canción alcanzó el número 1 en muchas listas de iTunes de todo el mundo. El 4 de septiembre a la 1 p.m. KST, finalmente lanzó su primer álbum en solitario “Love Synonym # 1: Right for Me” junto con el video musical de la canción principal titulada "Open Mind".
El 14 de agosto, se nombró a Wonho como el primer artista en debutar en MTV el mismo día que su video musical debut (Artista más solicitado en 'Friday Livestream' de MTV).

## Discografía
EPs
- Love Synonym #1: Right for Me (2020)
- Love Synonym #2: Right for Us (2021)
- Blue Letter (2021)
- Obsession (2022)
- Facade (2022)
- Bittersweet (2022)

## Filmografía

### Programas de variedades
| Año       | Programa                |
| --------- | ----------------------- |
| 2019      | Weekly Idol             |
| 2018      | MONSTA X - RAY 3        |
| 2017      | MONSTA X - RAY 2        |
| 2017      | MONSTA X RAY            |
| 2015      | Simply Kpop             |
| 2015      | Weekly Idol             |
| 2015      | MNET YAMANTV            |
| 2015      | AfreecaTV               |
| 2014/2015 | Deokspatch              |
| 2014/2015 | NO.MERCY                |
| 2010/2011 | Ulzzang Shidae Season 3 |